# Аглутинативни језик
Аглутинативни језици су назив за један тип језика који имају заједничке структурне особине, а који не спадају нужно у исту језичку породицу, нити имају територијалног додира. Аглутинативни су језици у којима су граматички наставци на једној речи бројни и јасно видљиви, и сваки наставак има само једну функцију. Назив је изведен од латинског глагола agglutinare, што значи „слепити“. У аглутанитивне језике спадају баскијски, турски, чеченски, дравидски језици, уралски језици (фински, естонски, мађарски), јапански, корејски, инуктитут, свахили, есперанто, неки језици америчких домородаца, као и клингонски. Друге примере налазимо у раној историји Блиског истока: еламитски језик, урату језик, хетитски језик, сумерски језик. 

## Особине аглутинативног типа језика
Аглутинативни тип језика карактерише: 
- чврст ред речи у реченици
- слаба подела на врсте речи
- нема синонимије и хомонимије наставака (један наставак : једно значење)
- нема категорије рода
- изражена је консонантност
- обиље наставака долази на појединачну реч.

За разлику од флективних језика, као што је српски језик, где један граматички наставак има више значења (нпр. купила: -ла носи значење перфекта, трећег лица, једнине и женског рода), у неком аглутинативном језику би ова значења била раздвојена оделитим наставцима. Примери:
- Финска реч taloissani »у мојим кућама« се анализира овако: talo (»кућа«) + i (множина) + ssa (инесивни падеж, »у«) + ni (означава припадност првом лицу једнине, »мој«)
- Мађарски језик поштује исти принцип: ház (»кућа«) → házam (»моја кућа«) → házaim (»моје куће«) → házaimban (»у мојим кућама«)
- Турски: ev (»кућа«) - evler (»куће«) - evlerim (»моје куће«) - evlerimde (»у мојим кућама«) или adam-lar-i (човек-множина-генитив: »(од) људи«)
- Јапански: samukunakattadeshôka »не беше тако хладно као сада, зар не?« анализира се на овај начин: samui (»хладно«) + kunai (негација) + katta (прошло време) + deshô (кондиционал) + ka (означава питање)

Пошто аглутинативни језици имају велики број наставака (морфема) по речи, може се лаички рећи да имају наглашену "правилност". На пример, јапански језик има само три неправилна глагола, а турски језик, само један.
Аглутинација је такође назив за извођење речи, творбени процес који је препознат у многим језицима. У аглутинацију спада и слагање речи (спајање више речи унутар једне при чему добијена реч има ново значење): носо-рог у српском или mata-hari „сунце“ у индонежанском, што би се буквално превело као „око-дан“. С овим у вези, може се рећи да по творби речи, германски језици (изузев енглеског и шкотског) спадају у аглутинативни тип, првенствено у инемицама, али не и по деклинацији и другим граматичким особинама по којима спадају у флективне језике.

## О подели на језичке типове
Оснивачем лингвистичке типологије сматра се Фридрих фон Шлегел јер је први употребио термине афиксални и флективни језици у свом делу „О језику и мудрости Индијаца“. Под афиксалнима или аглутинативним подразумевао је језике у којима се наставци додају простим налепљивањем, па се могу лако препознати и може им се одредити јединствено значење. Та подела се задржала и до данас, мада се језички тип више не односи само на морфолошку структуру и језици се не сврставају само у један тип.  
Владимир Скаличка, чешки лингвиста Прашке школе, користећи већ постојеће термине (изолативни, флективни и аглутинативни језици), проширио је особине сваког типа. Аглутинативни тип карактерише чврст ред речи у реченици, слаба подела на врсте речи, нема синонимије и хомонимије наставака (један наставак : једно значење), нема категорије рода, изражена је консонантност, обиље наставака долази на појединачну реч. Оваква типологија се разликује од традиционалне у следећим особинама: 1) у традиционалној типологији типови су се односили на морфологију, а овде су проширени и на друге структуре, посебно на синтаксичку; 2) немогуће је пронаћи језик који ће имати све особине једног типа, јер је сваки тип, у суштини, апстракција, али један тип доминира, и 3) класификација језика прешла је у класификацију типова.
Језици у свом историјском развоју мењају структурни тип коме припадају. На пример, јерменски језик се сврстава у флективни тип, али се све више примећују аглутинативни процеси. Промена типа се може пратити и код језичких породица и грана. У индоевропским језицима изражено је кретање од флективног до аглутинативног или коренског типа, док је у угро-финској породици смер од аглутинативног ка флективном или полисинтетичком. За сада није утврђено да из једног типа произилази обавезно други тип, већ су све комбинације уочене. 